# Histoires équivoques
Histoires équivoques (Pitta Kathalu) est une série télévisée d'anthologie en langue Télougou indienne de 2021 La série est réalisée par Nag Ashwin, B. V. Nandini Reddy, Tharun Bhascker et Sankalp Reddy,. Il est produit par Ronnie Screwvala, Ashi Dua et Vignesh Shivan. La série comprend quatre épisodes autonomes.
La série est sortie le 19 févriers 2021 sur Netflix,.

## Synopsis
Les quatre histoires de cette série explorent un florilège des aspects les plus sombres et les plus insidieux de l'amour - des sombres secrets aux mensonges, en passant par la jalousie et le contrôle.

## Distribution

### Épisode 1
- Abhay Bethiganti : Ram Chander
- Saanve Megghana : Ramula
- Lakshmi Manchu : Swaroopakka
- Anjaiah Milkuri : Kishan, le frère de Ramula
- Venkat Kanaka : Bal Reddy, un travailleur du parti
- Sai Mahesh : Kiran, un membre du parti
- Shivani Mahi : Swathi

### Épisode 2
- Jagapathi Babu : Vishwa Mohan
- Amala Paul : Meera
- Ashwin Kakumanu : Shiva
- Pragathi : CI
- Vamsee Chaganti : Abbas
- Kireeti Damaraju : Vivek
- Kunak Kaushik : Sandeep
- Sunaina : Shobha

### Épisode 3
- Shruti Haasan : Divya
- Sanjith Hegde : Vik
- Sangeeth Shobhan : Neel
- Uko : Général Koko
- Anish Kuruvilla : Broski
- Thanmayi : Heera
- Dayanand Reddy : Kranthi

### Épisode 4
- Eesha Rebba : Priyanka "Pinky"
- Satyadev : Vivek
- Srinivas Avasarala : Harsha
- Ashima Narwal : Indu

## Épisodes
1. Ramula
2. Meera
3. xLife
4. Pinky

## Réception
Hemanth Kumar de Firstpost a écrit que « Dans l'ensemble, Histoires équivoques est un sac mélangé et toutes les épisodes ne trouvent pas leur rythme et leur clarté de pensée pour dire ce qu'elles veulent. Mais c'est aussi un pas dans la bonne direction à bien des égards. Histoires équivoques existe dans un univers audiovisuelles Telugu et dans ce monde, les femmes contrôlent en grande partie leur propre vie et plus que tout, elles détestent être expliquées par l'homme. Dieu merci, elles ne sont pas traitées comme des divinités aux pensées pures et menant une vie pieuse. Leurs nuances de gris sont ce qui ajoute de la couleur à Histoires équivoques " et a donné 3 étoiles sur 5.
Neeshita Nyayapati du Times of India a écrit à propos de la série : « Bien qu'il faille chercher dur pour trouver des imperfections dans le conte rural de Tharun, les histoires urbaines de Nandini, Nag Ashwin et Sankalp dans Histoires équivoques ne sont pas sans défauts. des histoires dans une certaine mesure, mais ce qui compte, c'est la façon dont les réalisateurs parviennent à y parvenir. C'est vraiment rafraîchissant de voir le monde audiovisuelles Telugu raconter des histoires de relations (et de femmes) réelles et endommagées à l'écran sans jugement. !" 
Baradwaj Rangan de Film Companion South a écrit "Deux épisodes  fonctionnent. Deux non. Et le plus remarquable est 'Ramula' de Tharun Bhascker Dhaassyam, qui prend de gros risques avec la forme.